# Saisiyat (ethnie)
Pour les articles homonymes, voir Saisiat.

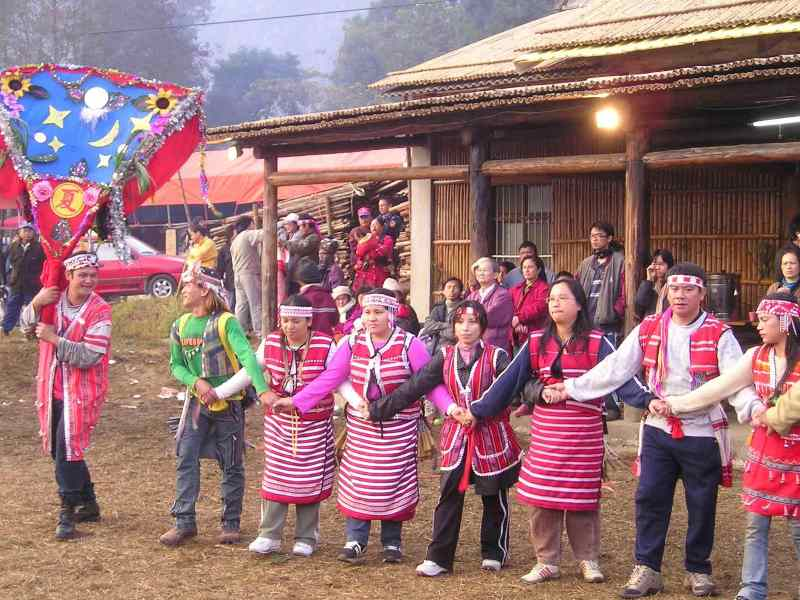
Des Saisiyat effectuant le rituel Pas-ta'ai

Les Saisiat ou Saisiyat (chinois : 賽夏), le peuple vrai, sont l'un des aborigènes de Taïwan, officiellement reconnus par la République de Chine. Ils sont près de 6 000 individus.
Ils se divisent en deux branches :
- les Wufong, dans la zone montagneuse du comté de Hsinchu.
- Les Nanzhuang et les Shitan, avec chacun leur propre dialecte, sur les hauts plateaux dans le comté de Miaoli.